# Hart Benton Holton

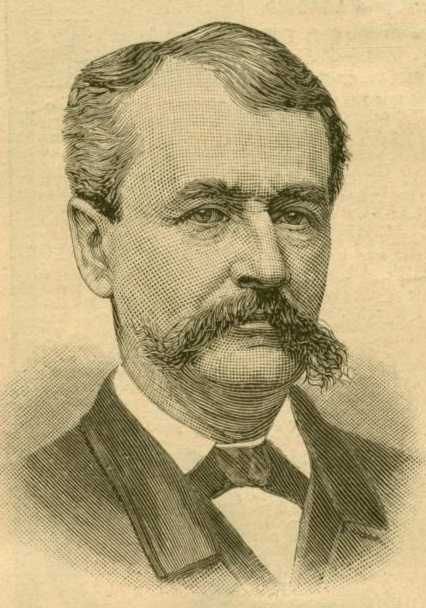
Hart Benton Holton

Hart Benton Holton (* 13. Oktober 1835 in Elkton, Cecil County, Maryland; † 4. Januar 1907 in Woodlawn, Maryland) war ein US-amerikanischer Politiker. Zwischen 1883 und 1885 vertrat er den Bundesstaat Maryland im US-Repräsentantenhaus.

## Werdegang
Hart Holton besuchte die öffentlichen Schulen seiner Heimat und dann die Hopewell Academy in Chester (Pennsylvania). Im Jahr 1857 zog er nach Baltimore. Zwischen 1857 und 1873 war er als Lehrer in Alberton tätig. Gleichzeitig schlug er als Mitglied der Republikanischen Partei eine politische Laufbahn ein. Zwischen 1862 und 1867 gehörte er dem Senat von Maryland an. Seit 1873 lebte er in Woodlawn, wo er Pferde züchtete.
Bei den Kongresswahlen des Jahres 1882 wurde Holton im fünften Wahlbezirk von Maryland in das US-Repräsentantenhaus in Washington, D.C. gewählt, wo er am 4. März 1883 die Nachfolge von Andrew Grant Chapman antrat. Da er im Jahr 1884 nicht bestätigt wurde, konnte er bis zum 3. März 1885 nur eine Legislaturperiode im Kongress absolvieren. Nach dem Ende seiner Zeit im US-Repräsentantenhaus zog sich Holton aus der Politik zurück. In den folgenden Jahren betätigte er sich als Viehzüchter. Er starb am 4. Januar 1907 in Woodlawn und wurde in Baltimore beigesetzt.